# ODN
ODN（オーディエヌ、英: Open Data Network）はソフトバンクが提供するインターネット・サービス・プロバイダ(ISP)である。
1998年から2000年頃において、従量制接続プランが主流であった時代に低価格の固定料金制接続プランを提供したことから爆発的な人気を集めていた。

## サービスの履歴
1997年4月1日、日本テレコムによってサービス開始。
1998年2月、電話料金とインターネット接続料金をセットにしたインターネット接続用のプリペイドカードのテストサービスを開始。
1998年10月、インターネット接続プリペイドカードを正式サービス開始。
2000年3月、NTTのADLサービスを利用したADSLインターネット接続サービスを開始した。
2000年7月10日、ディズニーキャラクター「くまのプーさん」をメインキャラクターにしたメールソフト「プーさんメール」の提供を開始。
2001年2月、自社のADSLサービス「J-DSL」を開始した。
2001年3月、映像配信、オンラインゲーム、音楽のダウンロードサービスなどを集めた「ODNブロードバンドチャンネル」を開設。
2001年5月、PCを使わずに家庭用固定電話機でインターネットに接続し、ホームページの閲覧やメールの送受信ができる「J-web by ODN」をサービス開始。
2003年3月、IP電話サービス「ODN IPフォン」を開始。
2004年7月、ODNのメールアドレスを無料で維持したままYahoo! BBへ乗り換え可能となる。
2007年10月31日、「プーさんメール」の提供終了。
2021年6月30日、ADSLプラン、J-DSLプランのサービスを終了。
2023年6月30日、ホームページサービスを終了。

## 買収と凋落
2001年、運営会社の日本テレコムをボーダフォンが買収する。しかしボーダフォンが求めていたのは日本テレコムの携帯電話事業のみであり、固定電話事業やODNには関心がなかった。
2002年5月、ボーダフォンはADSL事業をイー・アクセスへ売却する。2002年8月には携帯電話事業のJ-フォンと固定通信事業の日本テレコムに分社化する。2003年8月、固定通信事業の日本テレコムを投資ファンドのリップルウッド・ホールディングスへ売却する。
2004年5月、ソフトバンク（現・ソフトバンクグループ）がリップルウッドからODNを含む日本テレコムを買収し、傘下に収めることでようやく落ち着く。
しかしソフトバンクはすでに自社でYahoo! BBとしてISP事業を運営しており、ここでの買収も「固定電話回線事業がほしかった。日本テレコムを買ったらODNがくっついてきただけ」と言われるように、ODNを望んで買収したものではなかった。ODN既存ユーザーに対してはYahoo! BBへの移行を進めていく方針を示し、2004年7月からはODNのメールアドレスを無料で維持したままYahoo! BBへ乗り換えできるようになった。
その後のODNは、新規加入は継続して受け付けているものの、積極的に販売されることもなくなった。

## 不祥事
2007年9月、ODNの顧客情報551件がP2Pファイル交換ソフト「Winny」で流出したことを公表。元業務委託社員が無断で顧客データを持ち出し、そのPCがウイルスに感染したために流出した。